# Ященко Ігор Петрович
Ігор Петрович Ященко (26 вересня 1948, м. Холмськ Сахалінської області -- 10 січня 2021, м. Вінниця) — український художник. Працює у жанрах станкового та монументального живопису.

## Біографічна довідка
У 1969 році закінчив Дніпропетровське державне художнє училище. У 1974 році закінчив Харківський художньо-промисловий інститут, відділення проектування інтер'єрів (педагоги — П. А. Оснащук, З. Д. Юдкевич, О. Ф. Хмельницький).
Член Вінницької обласної організації Національної спілки художників України з 1980 року.
- Літературно-мистецька премія «Кришталева вишня» (2020)[1]